# Mathias Posch
Mathias Posch (ur. 24 lipca 1999) – austriacki wspinacz sportowy specjalizujący się w prowadzeniu i boulderingu, brązowy medalista igrzysk europejskich, wicemistrz Europy juniorów. Pochodzi z Imst.

## Wyniki
| Impreza                     | Rok  | Gospodarz             | bouldering | prowadzenie | na szybkość |
| --------------------------- | ---- | --------------------- | ---------- | ----------- | ----------- |
| Mistrzostwa świata          | 2018 | Innsbruck             | —          | 35          | —           |
| Mistrzostwa świata          | 2021 | Moskwa                | —          | 16          | —           |
| Igrzyska europejskie        | 2023 | Tarnów                | —          | 03 !        | —           |
| Mistrzostwa Europy          | 2019 | Edynburg              | —          | 12          | —           |
| Mistrzostwa Europy          | 2022 | Monachium             | —          | 28          | —           |
| Mistrzostwa świata juniorów | 2014 | Numea                 | —          | 5           | —           |
| Mistrzostwa świata juniorów | 2015 | Arco                  | —          | 20          | —           |
| Mistrzostwa świata juniorów | 2016 | Kanton                | 41         | 13          | 30          |
| Mistrzostwa świata juniorów | 2017 | Innsbruck             | 61         | 28          | 33          |
| Mistrzostwa świata juniorów | 2018 | Moskwa                | 27         | 7           | 40          |
| Mistrzostwa Europy juniorów | 2013 | Imst                  | —          | 11          | —           |
| Mistrzostwa Europy juniorów | 2014 | Arco Edynburg         | 6          | 02 !        | —           |
| Mistrzostwa Europy juniorów | 2015 | Edynburg              | —          | 13          | —           |
| Mistrzostwa Europy juniorów | 2016 | Längenfeld Mitterdorf | 12         | 4           | 22          |
| Mistrzostwa Europy juniorów | 2017 | Perm                  | —          | 7           | 11          |
| Mistrzostwa Europy juniorów | 2018 | Bruksela Imst         | 26         | 02 !        | 21          |